# Pfarrkirche Markersdorf an der Pielach

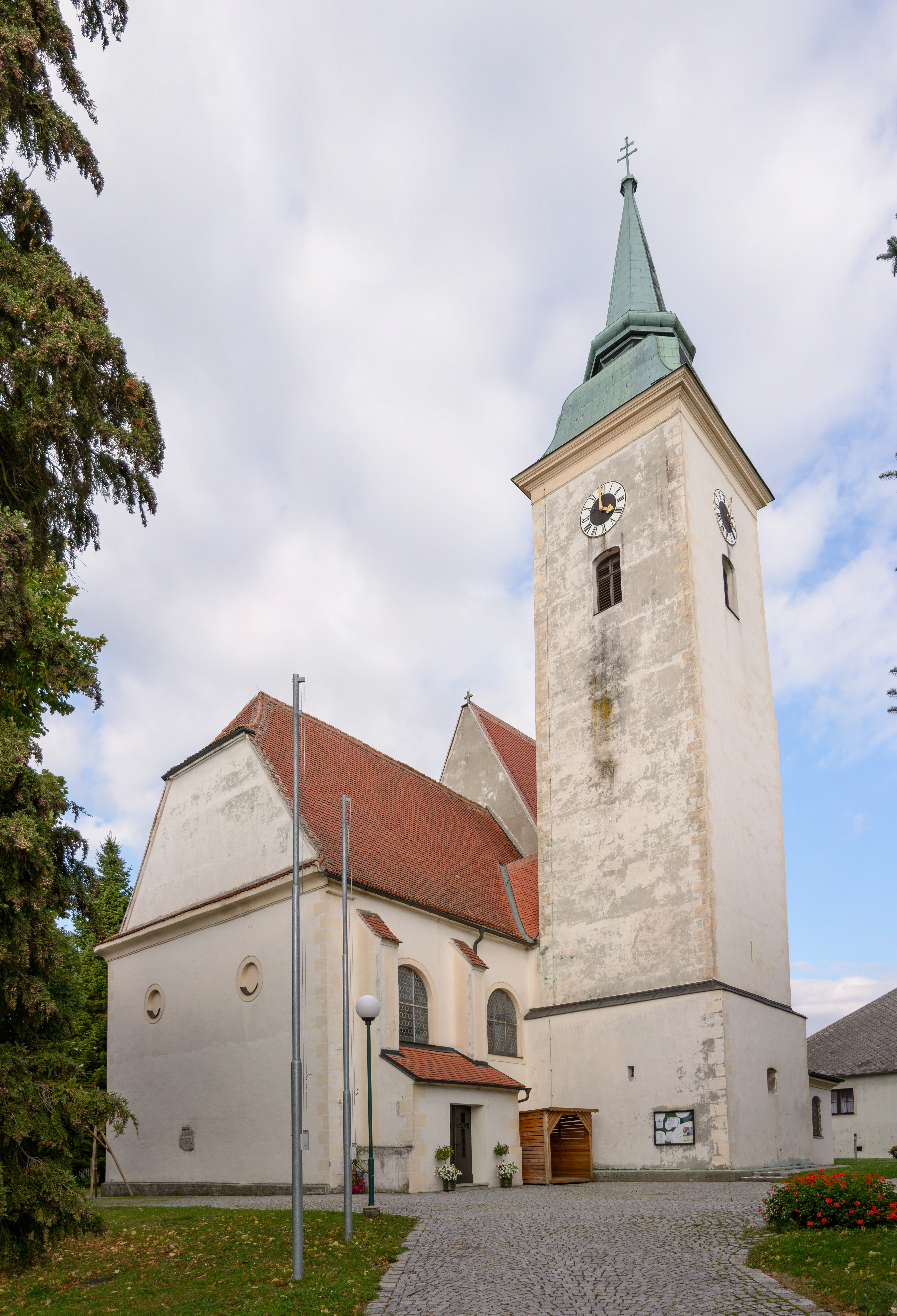
Katholische Pfarrkirche hl. Martin in Markersdorf an der Pielach

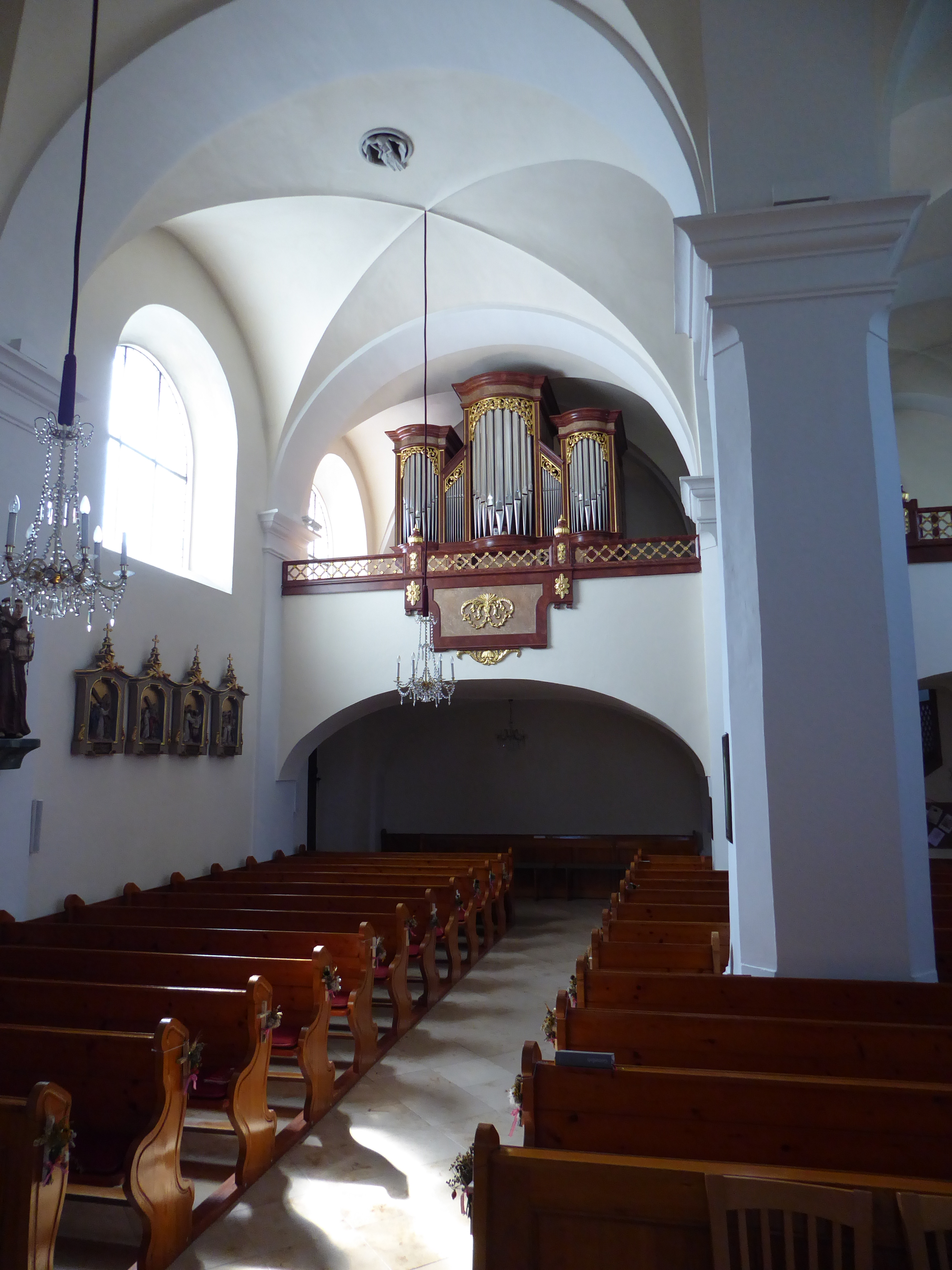
Innenraum im Südschiff, Blick zur Orgelempore

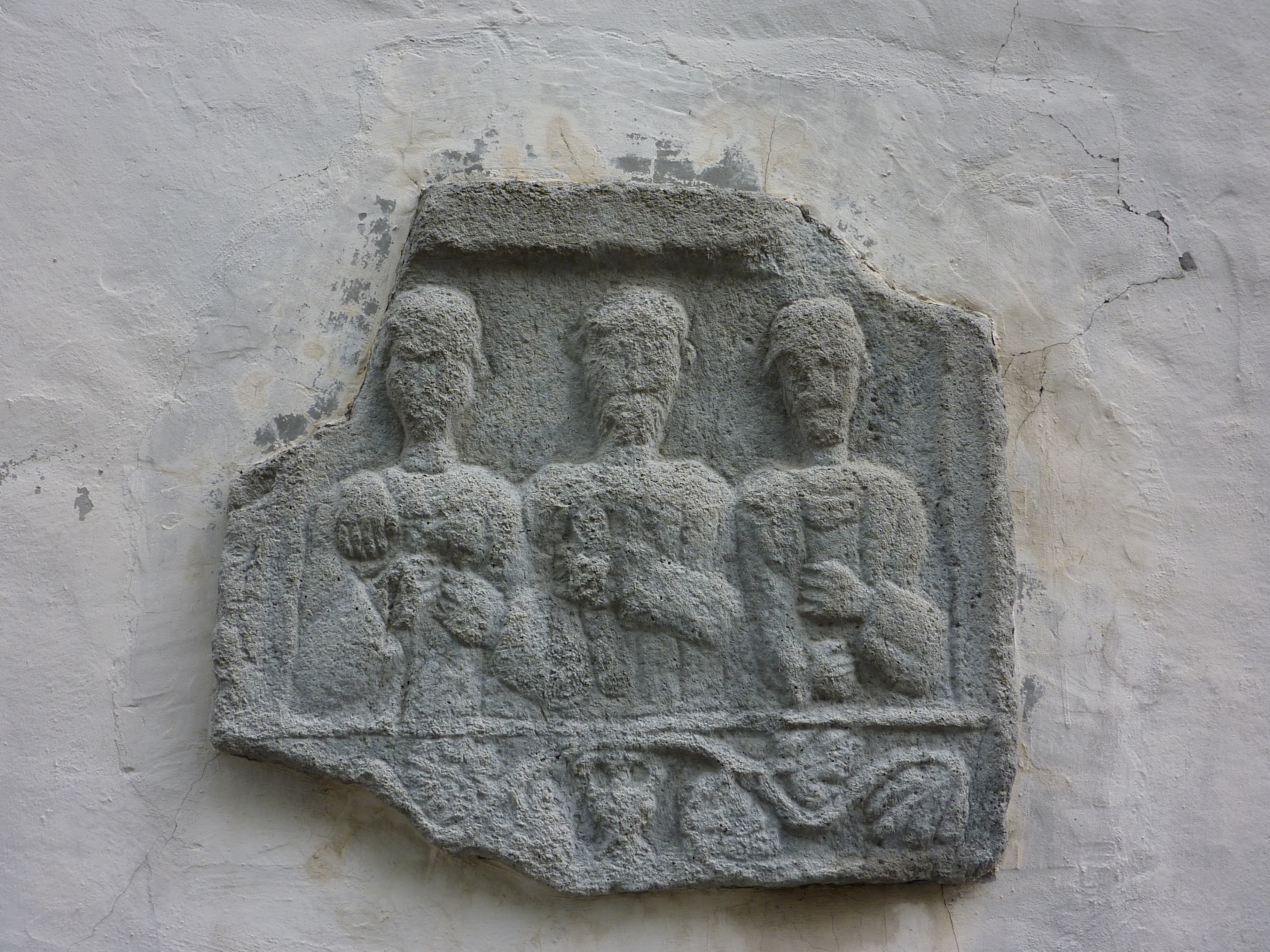
Spolie

Die Pfarrkirche Markersdorf an der Pielach steht mittig im Ort Markersdorf an der Pielach in der Marktgemeinde Markersdorf-Haindorf im Bezirk St. Pölten-Land in Niederösterreich. Die dem Patrozinium hl. Martin von Tours unterstellte römisch-katholische Pfarrkirche – dem Stift Göttweig inkorporiert – gehört zum Dekanat Melk in der Diözese St. Pölten. Die Kirche steht unter Denkmalschutz (Listeneintrag).

## Geschichte
Urkundlich wurde die Kirche 1108/1116 dem Stift Göttweig inkorporiert genannt. Urkundlich 1248 eine Filiale von St. Pölten. Ab dem 13. Jahrhundert eine Filiale der Pfarrkirche Haindorf wurde die Kirche mit 1784 Stiftspfarrkirche. 1979/1980 war eine Restaurierung, dabei wurde die Trennwand zu dem bis dahin als Sakristei genutzten Nordchor entfernt.

## Architektur
Das über einer romanischen Vorgängerkirche erbaute frühbarocke Langhaus von 1670 schließt an einen stark überhöhten gotischen Doppelchor an, am Südschiff steht der vorgestellte gotische Südturm. Durch die unterschiedlichen Dachhöhen und den nahezu frei stehenden Turm besteht eine starke eigene Betonung der einzelnen Bauteile mit lebendiger Wirkung.

## Ausstattung
Der Hochaltar als Rokokoretabel mit kannelierten Pilastern und einem halbrunden Volutenauszug mit einem Rokokotabernakel zeigt das Altarblatt hl. Martin gemalt von Martin Johann Schmidt 1786 flankiert von den Statuen Maria Magdalena und Katharina aus dem dritten Viertel des 18. Jahrhunderts, am Auszug die Figur Sitzender Gottvater.
Der Marienaltar im Nordchor ist ein barockes Säulenretabel gebaut von Johann Nepomuk Geiger 1795 mit geschwungenen Gebälk und einem Volutenauszug, die bemerkenswerte zentrale Marienstatue ist aus der zweiten Hälfte des 7. Jahrhunderts, flankiert von den Statuen Jakobus, Benedikt, Johannes Nepomuk und Leonhard aus der zweiten Hälfte des 18. Jahrhunderts, das Auszugsbild zeigt das Bild Vierzehn Nothelfer aus dem Ende des 18. Jahrhunderts.
Die Orgel baute die Oberösterreichische Orgelbauanstalt 1992.

## Römersteine in der südlichen Portalvorhalle
- Reliefplatte mit Darstellung eines von zwei mit Toga bekleideten Männern flankierten Klappstuhles, 1979 im romanischen Altar sekundär verwendet aufgefunden.
- Oberteil einer Grabstele mit drei Halbfiguren, in der Westfront auch als Kopie eingemauert.